# Aurore de Barbarie
Pour les articles homonymes, voir Aurore.
Anthocharis belia
Espèce
L’Aurore de Barbarie (Anthocharis belia) est une espèce de lépidoptères (papillons) de la famille des Pieridae d'Afrique du Nord, synonyme de l'Aurore de Provence (Anthocaris  euphenoides ou Anthocharis belia), ayant été parfois considérée comme espèce ou sous-espèce distincte de l'Aurore de Provence localisée en Europe.

## Dénomination
Anthocharis belia (Linnaeus, 1767)
Synonyme : Anthocharis euphenoides Staudinger, 1869

### Sous-espèce
- Anthocharis belia androgyne Leech, 1886 — sous-espèce plus grande.

### Noms vernaculaires
L'Aurore de Barbarie ou Aurore de Provence se nomme Marocco Orange Tip ou Provence Orange Tip en anglais.

## Description
Ce papillon identique à l'Aurore de Provence présente un dimorphisme sexuel très marqué : le mâle est jaune avec l'apex des ailes antérieures orange bordé d'une petite bande noire alors que la femelle est blanche avec l'apex orangé et cette même bande noire. Le revers des ailes postérieures est marqué de vert et l'apex des antérieures est orange chez le mâle, jaune chez la femelle.

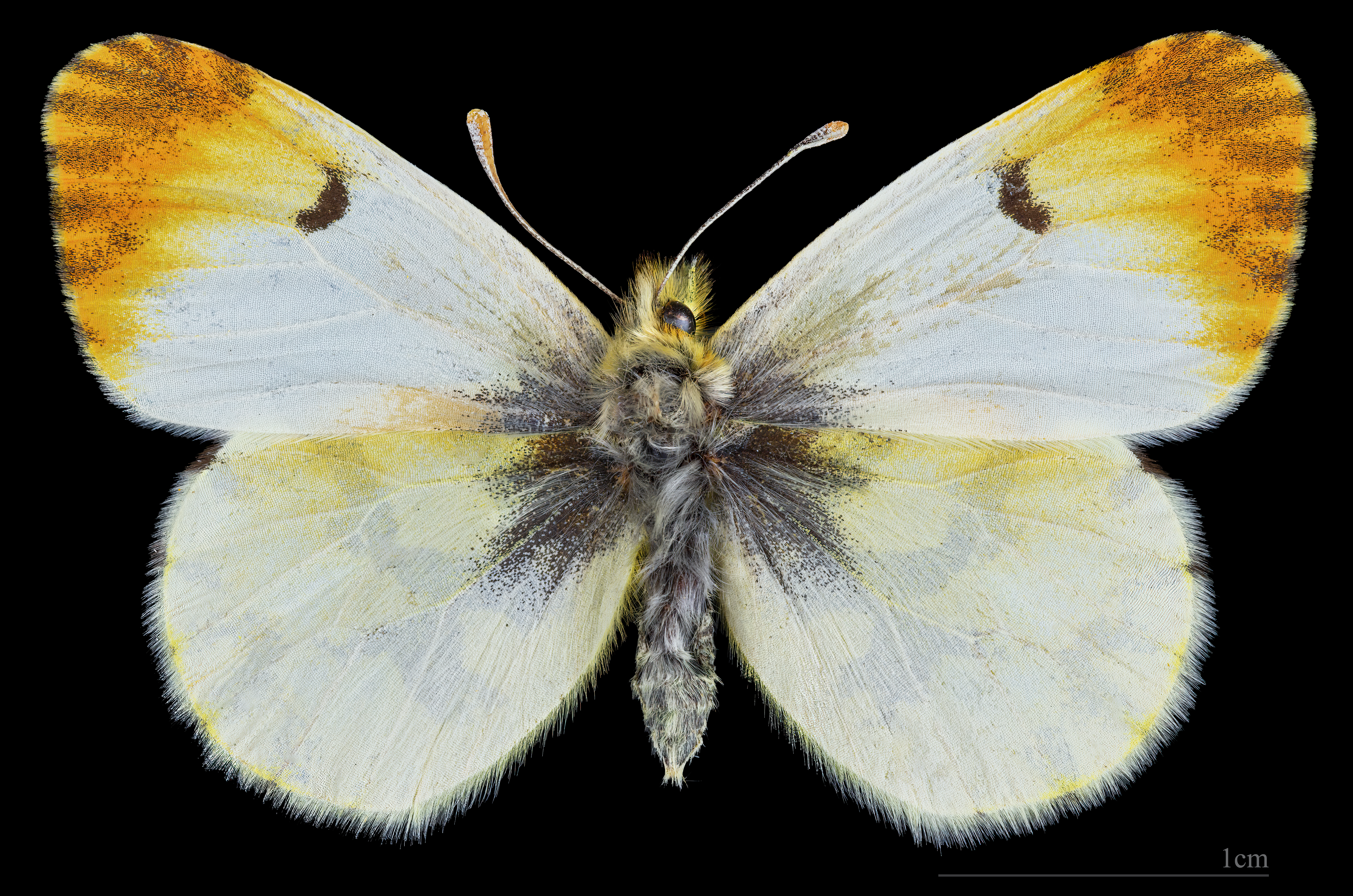
Anthocharis belia belia  ♀ MHNT
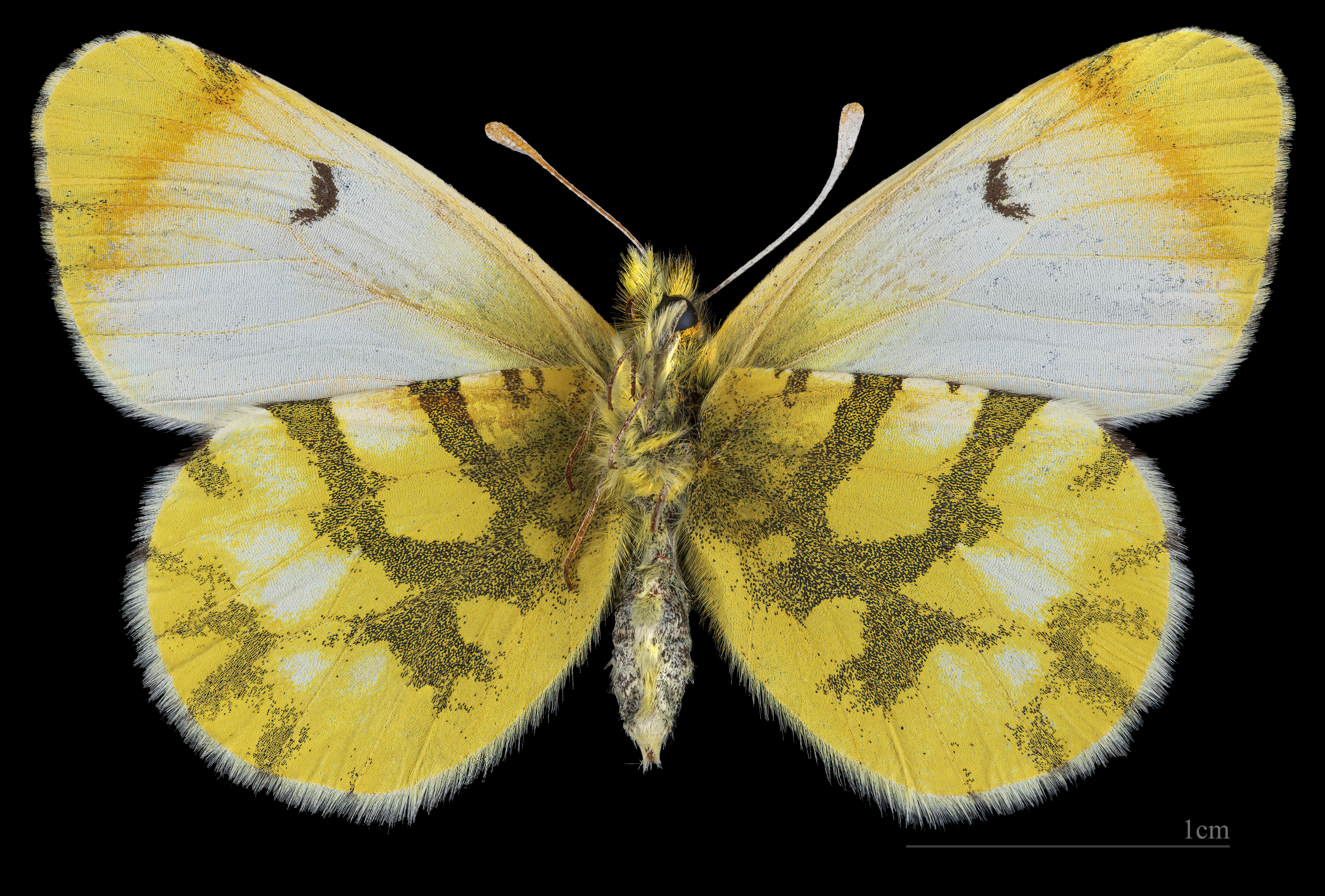
Anthocharis belia belia   ♀ △ MHNT

### Sous-espèce
- Anthocharis belia androgyne Leech, 1886 — sous-espèce plus grande.

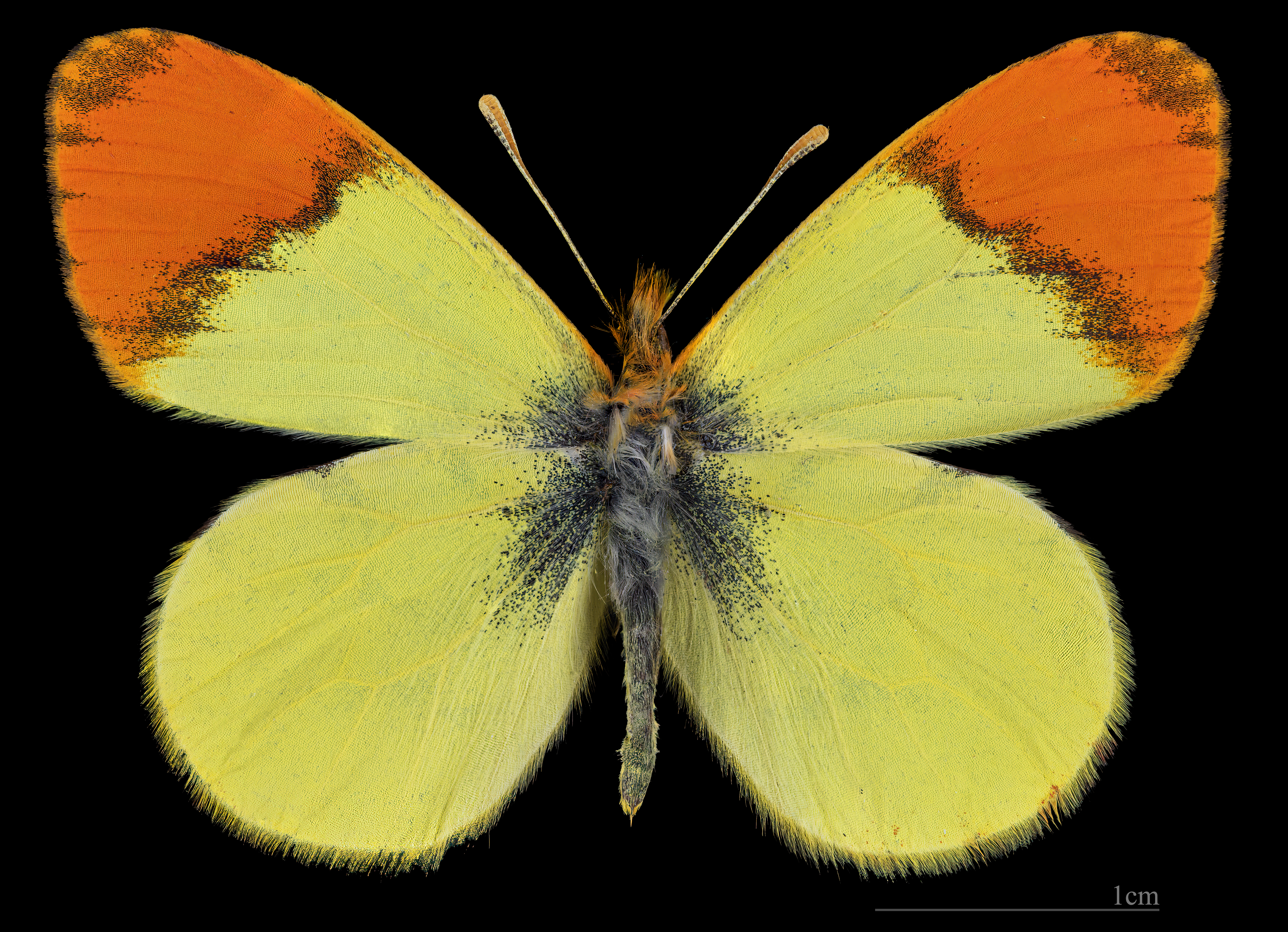
Anthocharis belia androgyne ♂  MHNT
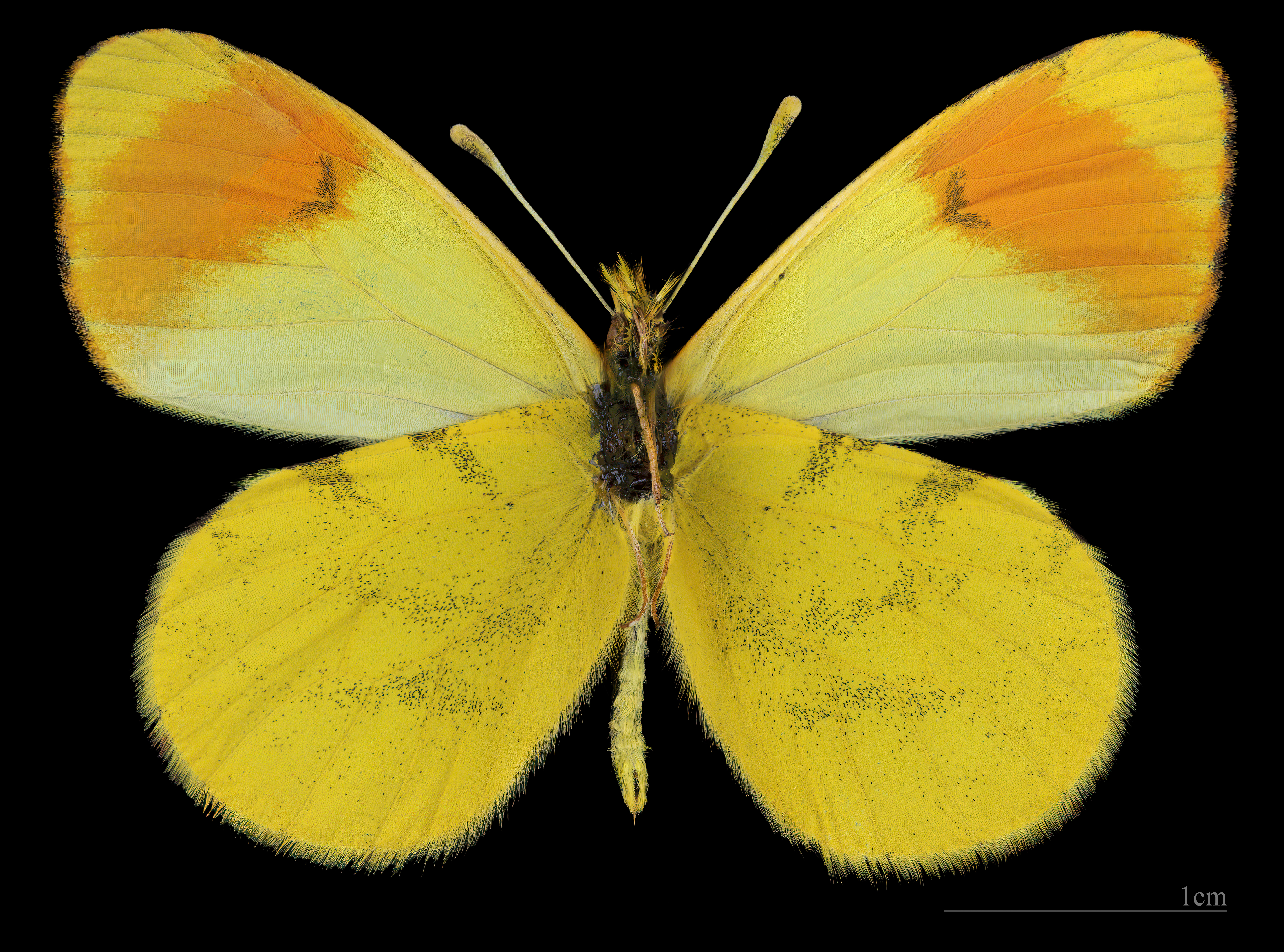
Anthocharis belia androgyne ♂ △ MHNT
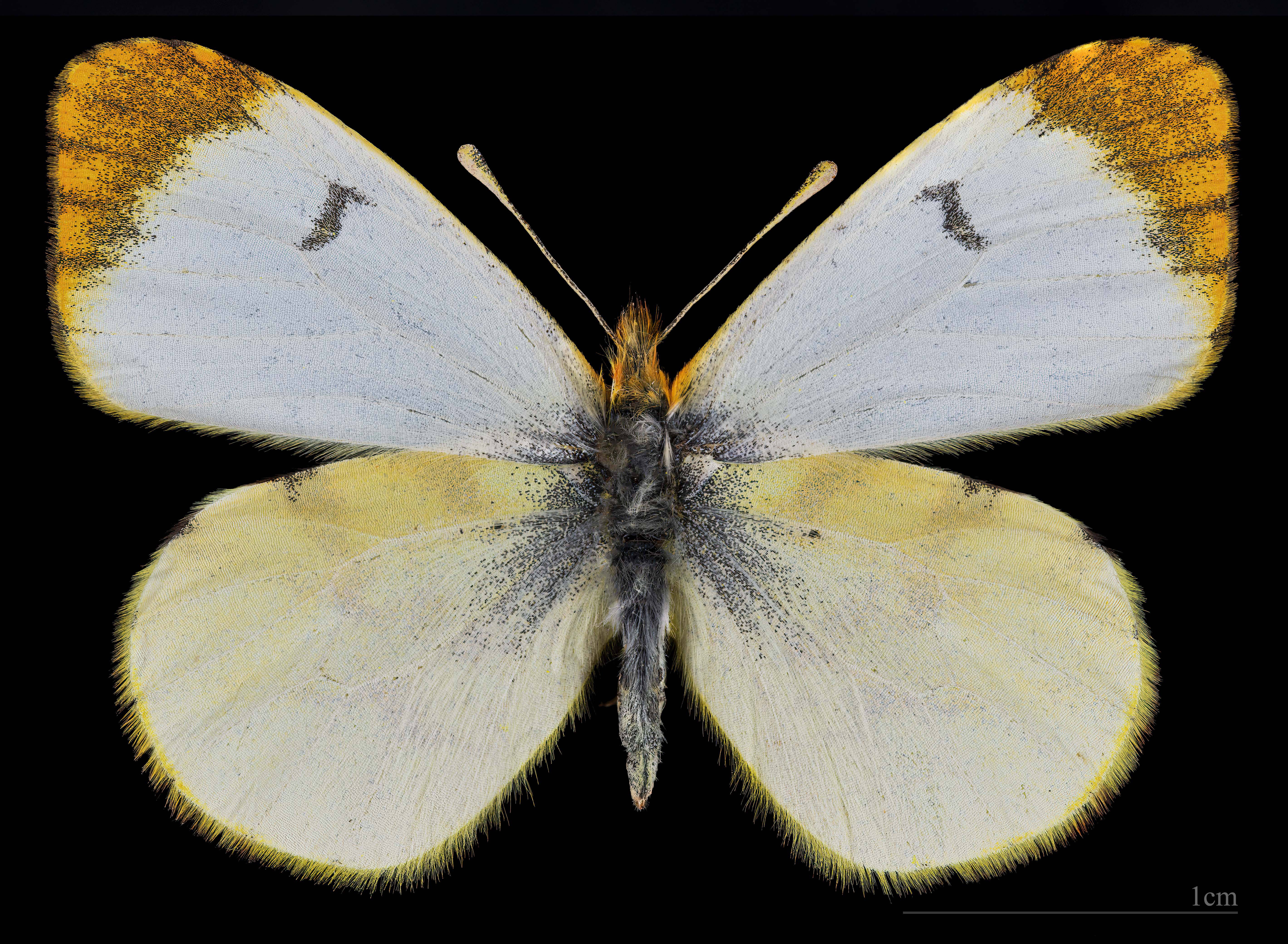
Anthocharis belia androgyne ♀ MHNT
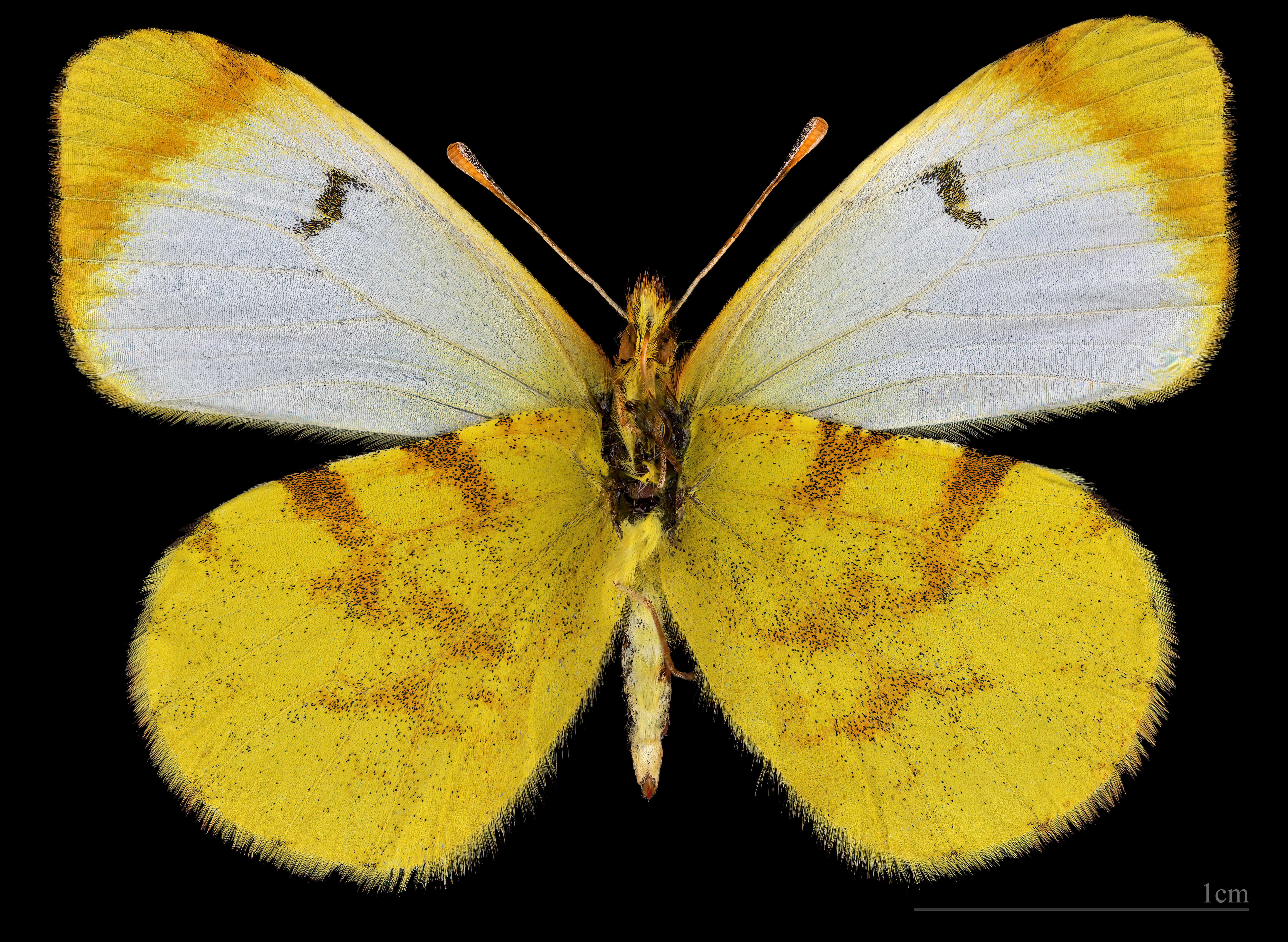
Anthocharis belia androgyne ♀ △ MHNT

## Plantes-hôtes
- Biscutella.